# Fort XIII Twierdzy Toruń
Fort XIII Twierdzy Toruń (dawniej VI Winrich von Kniprode, po 1920 Karola Kniaziewicza) – główny fort artyleryjski położony przy ul. Okólnej 32–40.
Powierzchnia fortu wynosi 5,02 ha.

## Historia
Został wzniesiony w latach 1880–1885, w pierwszej fazie wznoszenia toruńskich fortów, podobnie jak fort II, V, VII, XI i XV. Koszt budowy fortu wyniósł 2 219 479 marek niemieckich.
Obiekt był modernizowany w latach 1889–1893, ok. 1905 i w 1914 roku.
We wrześniu 1939 roku w forcie mieściło się stanowisko dowodzenia Armii „Pomorze”, co stało się przyczyną zbombardowania go przez wojska hitlerowskie. W 1941 roku Niemcy umieścili w forcie najpierw jeńców polskich, a następnie część jeńców brytyjskich osadzonych w Stalagu XXA.
Jest to jedyny fort wchodzący w skład Twierdzy Toruń, który jest użytkowany przez Wojsko Polskie. W obiekcie nie przeprowadzono żadnych większych przeróbek. Do czasów współczesnych zachowały się m.in. drzwi przeciwpodmuchowe, stalowe osłony nisz amunicyjnych, napisy informacyjne na ścianach.